# Волков В'ячеслав Дмитрович
В'ячеслав Дмитрович Волков (26 лютого 1937, Донецьк — 29 листопада 2014) — український педагог, Заслужений працівник освіти України (2004). Кандидат юридичних наук (1971), професор (1990), академік Академії правових наук України (2004).

## Життєпис
Народився 26 лютого 1937 в Донецьку (в інших джерелах — Тула). Працював слюсарем на Костянтинівському металургійному заводі (1953—1956). Пізніше, навчався у Харківському юридичному інституті, який закінчив у 1962 році. Працював слідчим Костянтинівської прокуратури (1962—1965), потім на партійній і профспілковій роботі (1965—1971).
У 1971 році захистив кандидатську дисертацію і став працювати у Донецькому національному університеті. Працював старшим викладачем (1971), доцентом (1972), деканом економіко-правового факультету, завідувачем кафедри конституційного і міжнародного права (1983).
Спеціаліст з конституційного права і місцевого самоврядування, запропонував концепцію нової галузі — комунального права, керівник програм з пріоритетних напрямків юридичної науки, відомий педагог і пропагандист права.

## Науковий внесок
Автор низки наукових праць, зокрема: «Судові та правоохоронні органи України», навчальний посібник, у двох частинах (1997);
- «Конституционные права и свободы граждан Украины и механизм их реализации», у співавторстві (2000);
- «Методика преподавания правовых дисциплин», навчальний посібник (2001);
- «Методические указания по подготовке и рейтинговой оценке дипломних работ студентов специальности „Правоведение“» (2004);
- «Коммунальное право Украины», навчальний посібник (2003, 2006).

## Нагороди
- Заслужений працівник освіти України (2004).
- Почесна грамота Кабінету Міністрів України (2007).